# Francesco Galli da Bibbiena

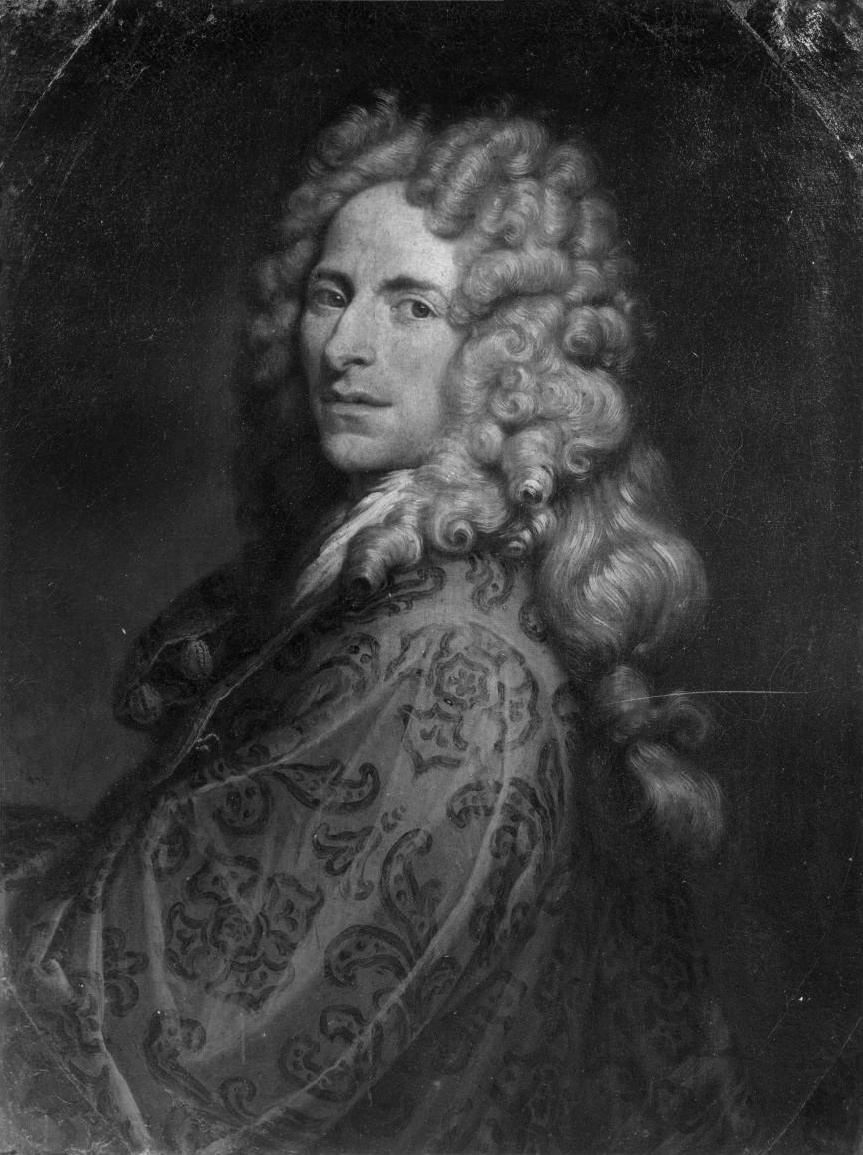
Francesco Galli da Bibbiena

Francesco Galli da Bibbiena (Bologna, 1659 – Bologna, 1739) è stato un architetto italiano, appartenente alla famiglia di artisti di origine toscana dei Galli da Bibbiena.

## Biografia
Secondo figlio di Giovanni Maria Galli da Bibbiena, nato a Bologna, città in cui lavorò maggiormente il padre, il 12 dicembre del 1659.
Studiò presso Lorenzo Pasinelli e Carlo Cignani e dopo aver lavorato in qualità di architetto nelle città di Piacenza, Parma e Roma divenne l'architetto ducale della città di Mantova.
Visse a Genova e Napoli prima di essere chiamato a Vienna presso il palazzo dell'Hofburg dall'imperatore Leopoldo I d'Asburgo, dove nel 1700 edificò il Große Komödiensaal ossia, la grande sala delle commedie che divenne poi il Burgtheater, il teatro di corte.
Dopo un breve soggiorno in Italia e in Lorena venne richiamato a Vienna insieme al fratello Ferdinando Galli da Bibbiena dall'imperatore Giuseppe I con l'incarico di primo ingegnere teatrale, decoratore e pittore di scena. Ivi restò dal 1709 al 1712.
Nel 1687 e nel 1703 affrescò con l'aiuto di Ferdinando gli interni della villa Paveri Fontana di Collecchio; sempre col fratello decorò nel 1696 la Sala degli Stucchi e le gallerie del piano nobile della Rocca Meli Lupi di Soragna.
Successivamente costruì il teatro della città di Nancy, il Teatro Filarmonico di Verona, che fu definito da alcuni il migliore teatro italiano, ed il Teatro Alibert a Roma oggi perduto.(vedi Teatri di Roma)
Il suo ultimo incarico lo vede di ritorno a Bologna come direttore dell'Accademia Clementina.